# Екарта

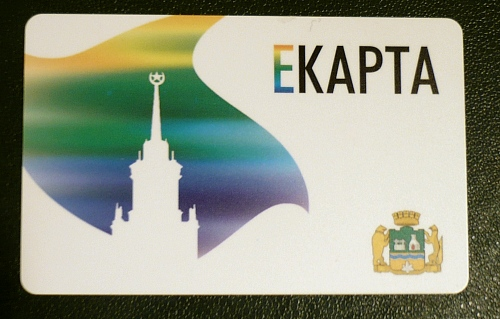
Екарта

ЕКАРТА — система электронной оплаты проезда в общественном транспорте города Екатеринбурга, а также пластиковая RFID-карта, используемая в этой системе. Действует в екатеринбургском трамвае, троллейбусе, метрополитене и автобусе (все муниципальные и большинство коммерческих маршрутов). Оператором системы является компания «И-Сеть» (ОАО «Информационная сеть»).
Используются бесконтактные пластиковые карты с чипом Mifare или Mifare UltraLight. Продажа и пополнение баланса карт производится агентами системы. Для осуществления оплаты карта прикладывается к валидатору. Портативные валидаторы находятся у всех кондукторов в наземном общественном транспорте. В метрополитене валидаторами оснащены входные турникеты на станциях. В наземном транспорте также в некоторых случаях применяются стационарные валидаторы, установленные в салонах транспортных средств. ЕКАРТА также используется в качестве идентификатора для турникетов на входе в некоторые школы Екатеринбурга.

## История
Эксперимент по введению ЕКАРТы был начат в Екатеринбургском метрополитене 15 июля 2009 года. В эксперименте приняли участие 200 добровольцев, отобранных организаторами проекта методом случайной выборки. С 15 июля по 2 августа они совершили почти 2,5 тысячи поездок в метро. Продажа ЕКАРТ началась в метрополитене 1 декабря. Выдача именных социальных ЕКАРТ началась 7 декабря во всех отделениях Единого расчётного центра. Эксплуатация системы в наземном транспорте и действие персональных карт начались с 1 января 2010 года. Стоимость одной поездки на этот момент была аналогичной как при оплате ЕКАРТой, так и за наличный расчёт и составляла 12 рублей для держателей социальной карты и 14 рублей для обычных пассажиров. Также можно было использовать ЕКАРТу в качестве единого проездного на 4 вида транспорта, тариф составлял 300 рублей для держателей социальной карты и 1500 для остальных и не имел аналогов в виде бумажных проездных.
Компания «Екатеринбургавтотранс», обслуживающая автобусный маршрут № 42 «Сосновый бор — НПЦ Онкология», с марта 2010 года стала первым коммерческим перевозчиком, обслуживающим пассажиров по ЕКАРТе. С 1 июня началась выдача персональных ЕКАРТ школьника и студента, дающей пользования льготным проездным на 4 вида транспорта по цене 500 и 750 рублей соответственно. В августе ОАО «Екатеринбургский муниципальный банк» стал первым банком, выпустившим собственную «Электронную карту горожанина», используемую для расчётов в общественном транспорте Екатеринбурга.. С 15 октября была повышена до 18 рублей стоимость одной поездки в муниципальном общественном транспорте и введены новые тарифы для пользователей ЕКАРТы на 20, 40 и 70 поездок (350, 650 и 1000 рублей соответственно) с ограничением по времени действия в 60 дней с момента активации, а также месячные проездные на один вид транспорта (840 рублей) и на трамвай-троллейбус (1190 рублей). С октября также появились в продаже карты «UltraLight» на 15 дней. С 1 ноября 2010 года для обладателей персональных Екарт школьников и студентов появились тарифы на месячный проезд в одном виде транспорта (240 и 560 рублей соответственно) а также месячный тариф на трамвай-троллейбус для школьников (370 рублей).
С 1 января 2011 года в Екатеринбурге была прекращена эксплуатация бумажных проездных билетов на месяц в городском общественном транспорте, а с февраля повышена стоимость всех месячных тарифов по ЕКАРТе для граждан, студентов и школьников. ЕКАРТА начала приниматься к оплате в феврале-марте 2011 года на десяти новых коммерческих маршрутах № 2, 3, 12, 14, 19, 26, 37, 41, 46, 48. С апреля повышены тарифы для обладателей социальной карты. С мая 2014 года повышены тарифы для обладателей социальных карт — 380 рублей — месячный безлимитный проездной на все виды транспорта и 170 рублей за 10 поездок — электронный кошелёк. С 15 февраля 2015 года повышены тарифы для обладателей электронной карты горожанина: месячный безлимитный проездной на все виды транспорта — 400 рублей и 180 рублей за 10 поездок — электронный кошелёк. С 15 января 2016 года повышены тарифы для всех обладателей карт. Отменена часть тарифов. С 1 февраля 2017 года повышены тарифы для всех обладателей карт. Добавлен тариф 40 поездок на месяц для отдельных категорий граждан.

## Виды карт
Существуют следующие типы карт:
- Транспортная карта на предъявителя. Стоимость карты с нулевым балансом оставляет 75 рублей. К этому типу относятся также предзаписанные карты, стоимостью 170 рублей, имеющие на балансе 2 поездки (до 15 июня 2013 года — 5 поездок) по тарифу «Электронный кошелёк», которые продаются в киосках Роспечати, ЕРЦ (пункты приёма платежей "Фрисби") и на остановочных комплексах Екатеринбурга. Обратная сторона карты имеет тёмно-красный цвет.
- Общегражданская транспортная карта. Отличается от предыдущей только наличием фотографии пользователя на обратной стороне, поэтому в продаже отсутствует. Как и любую персональную карту её необходимо заказывать.
- Электронная транспортная карта горожанина. Выдаётся бесплатно (первый раз) по заявлению пенсионерам по старости города Екатеринбурга и иным лицам, определённым решением Екатеринбургской городской Думы от 22 декабря 2009 года N 72/15. Является персональной. Цвет обратной стороны — голубой.
- Транспортная карта лица, сопровождающего инвалида. Выдаётся по заявлению инвалиду вместе с электронной транспортной картой горожанина. Даёт права проезда сопровождающему лицу по тарифам электронной транспортной карты горожанина. Цвет обратной стороны — оранжевый. Может передаваться инвалидом любому лицу на своё усмотрение, но карта может существовать только в одном экземпляре — выпустить две таких карты на одного инвалида нельзя.
- Временная карта, выданная взамен электронной транспортной карты горожанина. Может выдаваться кондуктором при обнаружении неисправности электронной транспортной карты горожанина. Подлежит возврату в обмен на новую или исправленную электронную транспортную карту горожанина, имеет тот же цвет обратной стороны, что и электронная транспортная карта горожанина. Также может выдаваться в пунктах приёма-выдачи при самостоятельном обращении льготника с неисправной картой, а также в случае её утери на период изготовления новой.
- Временная карта, выданная взамен неисправной транспортной карты. Отличается от предыдущей белым цветом и может выдаваться в тех же случаях, но только взамен карт учащихся, студентов и персональных общегражданских карт.
- Транспортная карта учащегося. Персональная, обратная сторона — зелёная. Предназначена для школьников, обучающихся в школах Екатеринбурга, а также учащихся средне-специальных учебных заведений по программе начального профессионального образования.
- Транспортная карта студента. Персональная, обратная сторона — фиолетовая. Предназначена для студентов вузов и учащихся средне-специальных учебных заведений по программе среднего профессионального образования.
- Электронный проездной билет на 3 дня. Отличается от предыдущей тарифом на четыре вида транспорта. По прошествии 3 дней — не продлевается.
- Расчётная карта горожанина, выпущенная банком. Выпускается банком-агентом системы и не обслуживается компанией «И-Сеть». Поддерживает непосредственное списание средств с банковского счета.

На все персональные карты нанесены ФИО владельца, его фотография, социальный номер карты и неиспользуемая магнитная полоса. При заказе персональной карты пользователя фотографируют в пунктах приёма-выдачи — фотографии из личного архива не принимаются, поэтому для заказа карты обязательно явиться лично. Срок изготовления карты от двух до четырёх недель. Персональные карты могут быть заблокированы в случае утери с возвратом неиспользованного остатка денежных средств (или поездок). Неперсональные карты восстановить при утере практически невозможно, однако они всё равно пользуются популярностью по ряду причин:
- при тарифном плане «Электронный кошелёк» или тарифом с лимитом поездок данными картами можно оплачивать не только за одного, но и двух или более пассажиров
- неперсональные карты имеются в свободной продаже в легкодоступных местах, поэтому их проще приобрести, а персональные карты приходится заказывать (что, по мнению граждан, может быть долгим)
- многие пользователи транспортных карт — обычные граждане без льгот, поэтому даже при заказе персональной карты им будут доступны те же самые общегражданские тарифные планы, что и на неперсональных картах

В таблице приведены стоимость заказа персональных карт и необходимый пакет документов:
| Тип карты                                 | Пакет документов | Стоимость |
| ----------------------------------------- | --- | --- |
| Общегражданская карта                     | паспорт Российской Федерации | 220 рублей |
| Электронная транспортная карта горожанина | паспорт, СНИЛС, документ подтверждающий право на льготу (свой у каждой категории льготников). Для детей до 14 лет необходима также справка из школы об обучении и свидетельство о рождении, карту с ребёнком оформляет представитель — родитель или опекун со своим паспортом. | бесплатно при первичном изготовлении, 100 рублей — при повторном (утеря, поломка по вине пользователя)                        |
| Карта учащегося                           | паспорт, справка из школы с фотографией, погашенной печатью учебного заведения. Для детей до 14 лет вместо паспорта необходимо свидетельство о рождении, а карту с ребёнком оформляет его представитель — родитель или опекун со своим паспортом. В некоторых школах введён ученический билет — аналог студенческого билета; при его наличии его можно принести вместо упомянутой справки с фотографией. | 220 рублей |
| Карта студента                            | паспорт, справка из деканата без фотографии, студенческий билет. | 220 рублей по умолчанию, либо 100 рублей, если студент ранее пользовался картой учащегося и сдаёт её при заказе студенческой. |
| Карта сопровождающего                     | справка от врача о необходимости сопровождающего для инвалида. | бесплатно при первичном изготовлении, 100 рублей — при повторном                                                              |

Если пользователь не имеет постоянной регистрации в Екатеринбурге, то в дополнение к паспорту требуется принести свидетельство о временной регистрации в Екатеринбурге. В случае утери или поломки персональной карты можно заказать новую — стоимость и пакет документов для этого не изменяются (их требуется повторно принести в пункт приёма-выдачи, так как ни в какой базе данных они не хранятся), а на период изготовления новой карты могут выдать временную, по которой пользователь сможет ездить всё это время.

## Участники системы

### Перевозчики
ЕКАРТу используют следующие перевозчики:
- ЕМУП «Метрополитен»
- ЕМУП «Гортранс» (весь наземный транспорт - автобус, трамвай, троллейбус)
- ООО «ПАТП „Город“» (маршруты 47, 60)
- ООО «Декар» (маршруты 45, 054, 63, 79, 86)
- ООО «Форт-Транс» (маршруты 44, 48, 053, 74, 92)
- ООО «Авто-Ном» (маршруты 41, 53, 68, 80, 81)
- ООО «Уралтрейд» (маршруты 043, 46, 51, 52, 55)
- ООО «Уралтрансгрупп» (маршруты 06, 56, 73, 82, 83, 93)
- ООО «Союз-Транс» (маршруты 62, 77, 94)
- ООО ТК «Авто Гамма» (маршруты 42, 87, 89)
- ООО «Пегас» (маршруты 40, 70, 72, 78, 98)

### Агенты
- ООО «ЕРЦ -Финансовая логистика»
- ПАО «Банк «Екатеринбург»
- ПАО  «Московский кредитный банк»
- Банк «Открытие»
- АО «Альфа-Банк»
- Банк «Уралсиб»
- АО «Почта России»
- ЕМУП «Гортранс»
- ЕМУП «Метрополитен»
- ООО «Уральский центр информационного и платёжного сервиса»
- Файдров Р. К.
- АО «Экспресс Кард»
- ПАО «Банк Синара»

## Условия обслуживания

### Блокировка карт
Карты, дающие возможность льготного проезда, возможно заблокировать, чтобы ей невозможно было пользоваться. Так поступают при утере или краже персональных карт, а также для избежания неправомерного использования карт в транспорте — невозможно создать дубликат льготной карты под предлогом потери или кражи оригинала, также невозможно создать вторую карту сопровождающего под тем же предлогом. Вдобавок, блокировку карт используют для контроля льгот, выданных на определённый срок. Например:
- инвалиды II и III групп ежегодно подтверждают своё право на льготу, обращаясь в пункты приёма-выдачи карт с картой и документом, подтверждающим факт сохранения льготы (инвалидность может быть сменена на другой тип льготы), а детям-льготникам по потере кормильца льгота оформляется до 18 лет, поэтому и карта после достижения этого возраста блокируется
- студентам карты продлевают только на один год, так как теоретически студент может быть отчислен и прекратить обучение, поэтому ежегодно до 30 сентября должны обратиться в пункты с картой и справкой из деканата, подтверждающей факт обучения в текущем учебном году
- школьникам старших классов (9-й, 10-й и 11-й) карты тоже продлевают лишь на один год, так как представители данной категории могут перейти в категорию студентов, перейдя на обучение в средне-специальные образовательные учреждения

### Неисправность карты
Как и любые RFID-чипы, транспортная карта имеет ограниченный срок действия (до 10 000 операций) и небольшую выборку брака. Рабочий прибор кондуктора (название прибора"валидатор") с помощью которого и осуществляется считывание транспортных карт, распознаёт неисправные карты и вместо билета-чека об оплате проезда выдаёт так называемый «чек о неисправности», который подтверждает право гражданина на бесплатный проезд до нужной ему остановки (впрочем, данное правило распространяется только для держателей персональных карт). В случае выдачи чека о неисправности, дальнейшие действия разнятся и зависят от конкретной ситуации:
- кондуктор может изъять неисправную карту вместе с чеком о неисправности и выдать взамен пассажиру временную карту (см. Виды карт), по которой пассажир сможет сделать некоторое число поездок
- кондуктор, при отсутствии у него временных карт, может отдать пассажиру карту вместе с чеком, а пассажир самостоятельно её заменит на исправную

Практика показала, что число временных карт ничтожно, поэтому чаще встречается второй вариант. Пассажир с чеком самостоятельно обращается в один из пунктов выдачи или в сервисный центр, где производят восстановление карты или, если она восстановлению не подлежит, заменяют новой. На период изготовления новой карты пассажиру могут выдать временную.

### Оплата за двоих и более лиц
Так как по не по персональным картам имеется возможность оплатить за двоих и более лиц (если это в принципе позволяет сам тарифный план), то вполне очевидным является тот факт, что на валидаторах имеется встроенная защита от случайного двойного списания. Однако данная система защиты может создавать некоторые проблемы для кондукторов (см. Критика). При повторном прикладывании карты к валидатору выдаётся сообщение об ошибке: «Карта приложена повторно!», которое необходимо закрыть кнопкой Cancel (или «Отмена», если валидатор русифицирован). После этого валидатор переходит в режим ожидания и, чтобы он снова начал читать карты, необходимо вручную нажать кнопку Enter (или «Ввод», если валидатор русифицирован). К слову, в целях экономии заряда аккумулятора валидатор большую часть рабочего времени проводит именно в режиме ожидания и перед каждым применением необходимо вручную нажимать Enter («Ввод»).
В случае, если попробовать повторить данный алгоритм с персональной картой, то второй раз она считываться не будет даже после закрытия сообщения об ошибке. Чтобы карта повторно считалась, необходимо перезагрузить валидатор, что кондуктор делает только на конечных остановочных пунктах.

## Действующие тарифы

### Для граждан, не имеющих льгот
С 1 апреля 2023 г. действуют следующие тарифы:
| Тарифный план                                                                       | Стоимость покупки/продления        | Условия действия |
| ----------------------------------------------------------------------------------- | ---------------------------------- | --- |
| Электронный кошелёк на 4 вида транспорта (автобус, трамвай, троллейбус, метро)      | любая сумма (от 1 до 14000 рублей) | 31 рубль; срок действия 12 месяцев от даты последнего пополнения                                                                                                 |
| Месячный проездной билет на 4 вида транспорта (автобус, трамвай, троллейбус, метро) | 2500 рублей                        | Действие с 1-го по последний день месяца; Без ограничения числа поездок; Покупка/продление с 1-го по 14-е число — на текущий месяц; с 15-го числа — на следующий |
| на 1 вид транспорта (автобус / трамвай)                                             | 2300 рублей                        | Действие с 1-го по последний день месяца; Без ограничения числа поездок; Покупка/продление с 1-го по 14-е число — на текущий месяц; с 15-го числа — на следующий |

### Льготные тарифы
С 1 апреля 2023 г. следующие тарифы:
Для школьников:
| Тарифный план                                                                       | Стоимость покупки/продления | Условия действия |
| ----------------------------------------------------------------------------------- | --------------------------- | --- |
| Электронный кошелек на 4 вида транспорта (автобус, трамвай, троллейбус, метро)      | от 1 до 14000 рублей        | 28,50 рублей за поездку; срок действия 12 месяцев с даты покупки                                                                                        |
| Месячный проездной билет на 4 вида транспорта (автобус, трамвай, троллейбус, метро) | 1100 рублей                 | с 1-го по последний день месяца; Без ограничения числа поездок; Покупка/продление с 1-го по 14-е число — на текущий месяц; с 15-го числа — на следующий |
| на 1 вид транспорта (автобус / трамвай / троллейбус)                                | 760 рублей                  | с 1-го по последний день месяца; Без ограничения числа поездок; Покупка/продление с 1-го по 14-е число — на текущий месяц; с 15-го числа — на следующий |

Для студентов:
| Тарифный план                                                                       | Стоимость покупки/продления | Условия действия |
| ----------------------------------------------------------------------------------- | --------------------------- | --- |
| Электронный кошелек на 4 вида транспорта (автобус, трамвай, троллейбус, метро)      | от 1 до 14000 рублей        | 29,50 рублей за поездку; срок действия 12 месяцев с даты покупки                                                                                        |
| Месячный проездной билет на 4 вида транспорта (автобус, трамвай, троллейбус, метро) | 1700 рублей                 | с 1-го по последний день месяца; Без ограничения числа поездок; Покупка/продление с 1-го по 14-е число — на текущий месяц; с 15-го числа — на следующий |

Электронная карта горожанина (для отдельных льготных категорий граждан г. Екатеринбурга):
| Тарифный план                                                                  | Стоимость покупки/продления        | Условия действия |
| ------------------------------------------------------------------------------ | ---------------------------------- | --- |
| Электронный кошелек на 4 вида транспорта (автобус, трамвай, троллейбус, метро) | любая сумма (от 1 до 14000 рублей) | 24 рубля за поездку; срок действия 12 месяцев с даты покупки                                                                                   |
| на 1 вид транспорта (автобус / трамвай / троллейбус)                           | 1000 рублей                        | с 1-го по последний день месяца; Не более 50 поездок ; Покупка/продление с 1-го по 14-е число — на текущий месяц; с 15-го числа — на следующий |

## Критика
При введении системы в эксплуатацию были отмечены некоторые трудности как технического так и организационного порядка. В частности сложность использования системы для кондукторов. Свердловским УФАС также было возбуждено дело против городских властей и ОАО «Информационная сеть» по подозрению в согласованных действиях для ограничении конкуренции на рынке пассажирских перевозок Екатеринбурга.
Многих граждан не устраивают не столько длительные, сколько размытые сроки изготовления карт. Если средний срок изготовления карты составляет две-четыре недели, то по факту карта может быть готова и значительно раньше. Информирования о готовности в виде СМС или любыми другими средствами в данный момент не предусмотрено, поэтому готовность карты пока можно узнавать лишь личным звонком на горячую линию.
Также отмечается ограниченный функционал пунктов приёма-выдачи карт, где их, зачастую, не могут отремонтировать на месте, поэтому заменяют на временные карты, а нерабочие отправляют на ремонт уже в сервисный центр. Также в данных пунктах невозможно пополнение карт, впрочем, пунктов пополнения в виде терминалов, пунктов ЕРЦ и других в Екатеринбурге достаточно. Невозможно оплатить в пунктах приёма-выдачи и выпуск самих карт (см. стоимость в разделе Виды карт), однако данную операцию нужно производить лишь единожды и в тех же пунктах, где пополняется сама Екарта, а при заказе предъявить уже оплаченную квитанцию.
Нарекания вызывает и сама технология — высказываются сомнения в надёжности карт, искусственном усложнении некоторых процессов обслуживания. Однако сложность в оформлении и, особенно, при переоформлении карт, свойственна не только данному проекту, а свойственна стране в целом, а технические сбои в виде зависших валидаторов или выходящих из строя карт — вполне ожидаемая ситуация для сложного проекта.